# 中華民國—墨西哥關係
中華民國與墨西哥合眾國於1913—1971年有官方外交關係，斷交後直至1990年代，於對方首都互設具大使館功能的代表機構。

## 政治

### 外交

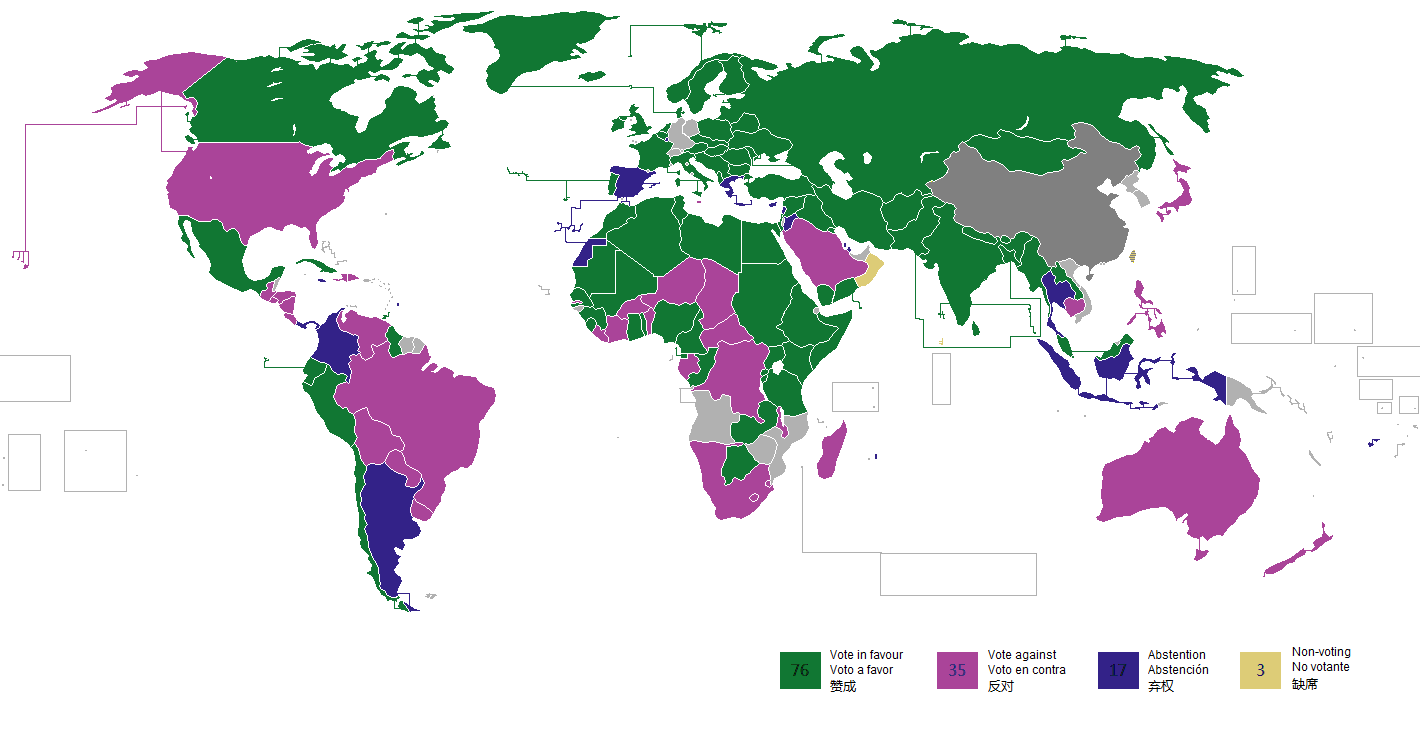
綠色國家表示在1971年的投票中反對中華民國續留聯合國，即《聯合國大會2758號決議》，其中包括墨西哥。

1912年，中華民國成立後，向墨西哥派駐外交代表。
1913年5月2日，墨西哥外交承認中華民國，於首都墨西哥城設立中華民國駐墨西哥合眾國公使館，並派駐公使；於首都北京設立墨西哥合眾國駐中華民國公使館，由駐日本公使兼任。
1920年代，墨西哥裁撤公使館。1937年，墨西哥在上海重設公使館，並派駐專使。
1944年7月23日，公使館升格為中華民國駐墨西哥合眾國大使館，並派駐大使。
中華民國除了在首都墨西哥城設有大使館，並分別在下加利福尼亞州首府墨西加利及墨西哥第2大城瓜達拉哈拉設有總領事館及領事館，並派駐農業技術人員。
1949年，中華民國政府遷台後，兩國繼續維持邦交，但墨西哥未派駐大使。
1965年，墨西哥恢復派駐大使，由駐日本大使兼任。
1971年10月25日，墨西哥投票反對中華民國續留聯合國，即《聯合國大會2758號決議》。11月16日，墨西哥與中華民國斷交，11月19日，大使館關閉。
2001年5月，墨西哥與其他9個國家在世界衛生大會（WHA）總務委員會中，發言反對中華民國（台灣）以觀察員身分參與WHA。
2019年5月，28名墨西哥眾議院議員連署聲明呼籲邀請台灣出席WHA，包括眾議院衛生委員會主席參與連署。
2020年5月，墨西哥與其他9個美洲國家共71名「福爾摩沙俱樂部」（Formosa Club）的友台國會議員以「一人一信」方式，致函世界卫生组织（WHO）幹事長谭德塞，呼籲WHO正視中華民國（臺灣）參與世界衛生體系的必要性與急迫性。

#### 中華民國總統專機繞道
2007年1月，中華民國總統陳水扁出訪中南美州友邦（嘉欣專案）返程過境美國洛杉磯前，中華人民共和國向墨西哥施壓，臨時取消總統專機飛越墨西哥飛航情報區之許可，被迫繞道以致抵達時間延後數小時，各項原訂行程亦大受影響。
2018年8月，中華民國總統蔡英文出訪中南美州友邦（同慶之旅）的專機在過境美國洛杉磯後，準備飛往巴拉圭，原本最直接的飛行路線，是沿著墨西哥的太平洋海岸線南下前往南美洲，但據了解，中華航空在接洽時「注意到墨西哥的態度一度猶疑不定」，為避免不必要的飛航風險，最後選擇繞開墨西哥飛航情報區再直飛巴拉圭。

#### 人員互訪（1994年至今）
僅列舉部分名單：
中華民國：前副總統呂秀蓮、行政院長連戰、交通部長林陵三、財政部長李庸三、經濟部長林義夫、國際貿易局長張俊福、僑務委員會委員長吳英毅、陳士魁、僑務委員會副委員長楊子葆、呂元榮、勞工委員會主任委員陳菊、國家科學委員會主任委員黃鎮台、中央選舉委員會副主任委員劉義周、經濟建設委員會副主任委員陳小紅、環境保護署副署長邱文彥、總統府資政饒穎奇、總統府國策顧問趙守博、監察委員趙榮耀、江綺雯、中央研究院長李遠哲、中華民國對外貿易發展協會董事長許志仁、國立東華大學校長黃文樞、淡江大學校長張家宜、實踐大學校長陳振貴。
墨西哥：參議院副議長桑契斯、眾議院副議長波拉紐斯、穆希雅（María Guadalupe Murguía）、科阿韋拉州長莫瑞拉、全國工業總會理事長阿比薩（Rodrigo Alpízar）、墨西哥市商會理事長貝尼特斯（Ricardo Navarro Benítez）、墨西哥學院亞非中心主任拉米瑞斯（Juan José Ramírez Bonilla）、全國人權保障委員會主席普拉西亞。

### 代表機構
1972年1月，於首都墨西哥城設立商務辦事處。1974年10月，因中華人民共和國的壓力，墨西哥強迫辦事處人員離境，兩國關係隨即中斷。1982－1986年，中華民國外交部與中華民國對外貿易發展協會（外貿協會）人員陸續前往墨西哥，促成兩國關係開始解凍。1987年4月，外貿協會與墨西哥企業家國際事務協會簽署合作協議書、互設辦事處。1989年4月19日，於墨西哥城設立遠東貿易服務中心駐墨西哥辦事處。1993年7月14日，更名為駐墨西哥臺北經濟文化辦事處，隸屬於中華民國外交部，墨西哥並給予部分外交禮遇。
1990年6月，墨西哥負責對外貿易投資事務的國營外貿銀行於首都臺北設立墨西哥駐華商務辦事處。1997年，墨西哥經濟部成立貿易投資局取代遭裁撤的原外貿銀行，並續指派代表主持商務辦事處業務。1991年6月，另由墨西哥外交部於台北設立墨西哥商務簽證文件暨文化辦事處（Mexican Trade Services Documentation and Cultural Office），以處理領事事務，並直接核發簽證，是墨西哥駐台官方代表機構。2011年9月，有鑑於兩國在美墨邊界的下加州經貿投資關係密切，因此中華民國政府同意在台灣設立下加州政府駐全亞洲代表處。

## 經濟

### 貿易
墨西哥是中華民國在拉丁美洲的最大貿易夥伴。
1989年，中華民國對外貿易發展協會（外貿協會）於墨西哥首都墨西哥城設立台灣貿易中心。經濟部國際貿易署也在墨西哥城設立駐墨西哥代表處經濟組。
2012年8月1日起，墨西哥經濟部對268項進口钢產品從原本的零关税調高為3%，適用範圍為世界貿易組織（WTO）的155個會員，包括臺灣。2017年6月，公告對臺灣24項鍍面鋼板產品課徵22.26%－52.57%的反倾销税。2020年10月，公告對臺灣兩家廠商所製冷軋不鏽鋼板產品分別課徵每公斤0.61美元與0.05美元最終反傾銷稅。
2022年6月，開放墨西哥牛肉銷往臺灣，未來持續就墨西哥關切之葡萄、柠檬、豬肉等申請案，辦理相關技術性會議推進相關程序，例如非疫區認定、書面審查、风险评估、實地查核等。
| 年分 | 貿易總額       | 貿易總額 | 貿易總額 | 出口至墨西哥  | 出口至墨西哥 | 出口至墨西哥 | 自墨西哥進口  | 自墨西哥進口 | 自墨西哥進口 | 順逆差 |
| 年分 | 金額           | 年增減   | 排名     | 金額          | 年增減       | 排名         | 金額          | 年增減       | 排名         | 順逆差 |
| ---- | -------------- | -------- | -------- | ------------- | ------------ | ------------ | ------------- | ------------ | ------------ | ------ |
| 2017 | 2,964,110,945  | ▲0.8%    | 25       | 2,284,331,944 | ▲12.1%       | 17           | 679,779,001   | ▼24.7%       | 38           | 順差▲  |
| 2018 | 3,274,636,366  | ▲10.5%   | 24       | 2,483,039,727 | ▲8.7%        | 18           | 791,596,639   | ▲16.4%       | 34           | 順差▲  |
| 2019 | 3,762,648,580  | ▲14.9%   | 24       | 2,845,905,018 | ▲14.6%       | 17           | 916,743,562   | ▲15.8%       | 31           | 順差▲  |
| 2020 | 3,769,772,243  | ▲0.2%    | 23       | 2,694,985,308 | ▼5.3%        | 15           | 1,074,786,935 | ▲17.2%       | 29           | 順差▼  |
| 2021 | 5,386,607,086  | ▲42.9%   | 22       | 3,746,333,707 | ▲39.0%       | 16           | 1,640,273,379 | ▲52.6%       | 30           | 順差▲  |
| 2022 | 6,739,275,578  | ▲25.1%   | 20       | 4,844,455,405 | ▲29.3%       | 15           | 1,894,820,173 | ▲15.5%       | 29           | 順差▲  |
| 2023 | 6,368,135,365  | ▼5.5%    | 18       | 4,748,878,925 | ▼2.0%        | 15           | 1,619,256,440 | ▼14.5%       | 28           | 順差▲  |
| 2024 | 10,866,226,413 | ▲70.6%   | 14       | 7,906,517,746 | ▲66.5%       | 11           | 2,959,708,667 | ▲82.8%       | 21           | 順差▲  |

2023年的兩國貿易項目如下：
出口至墨西哥的前10大項目為：特定用途機器之零件與附件；集成电路；電話機（包括智能手机），以及其他傳輸或接收聲音、圖像之有線或无线网络通訊器具；自動資料處理機、磁性或光學閱讀機；其他合金鋼之扁軋製品；特定用途所屬器具之零件；機動車輛所用之零件與附件；鋼鐵製螺釘、螺栓、螺帽、螺旋鈎、車用螺釘、鉚釘、橫梢、開口梢、墊圈與類似製品；平面顯示模組；印刷電路等。
自墨西哥進口的前10大項目為：積體電路；小客車與其他主要設計供載客之機動車輛；內科、外科、牙科或兽医用儀器與用具；電話機（包括智能手机），以及其他傳輸或接收聲音、圖像之有線或无线网络通訊器具；自動資料處理機、磁性或光學閱讀機；半導體裝置、光敏半導體裝置、發光二極體、已裝妥之压电晶体；製造半导体、集成电路與平面顯示器用之機器與器具、零件與附件；機動車輛所用之零件與附件；整形用具、夾護板與其他接骨用具、助聽器與其他配帶用具或植入體內之其他用具；電路開關、保護電路或連接電路用之電氣用具、光纖、光纖束、光纤电缆或光纖傳輸纜用之連接器等。

### 投資
根據墨西哥經濟部統計，截至2023年，台商對墨西哥的總投資金額約14.52億美元，計有258家，在環太平洋亞洲經濟體排名第5，僅次於日本、韓國、中國大陸以及香港。另根據中華民國經濟部投資審議司統計，截至2022年，對墨西哥的總投資金額約5.13億美元，計有46件。但由於台商多已國際化，至墨西哥投資的資金並非全部直接來自台灣，因此實際投資金額應該大於官方資料，估計臺商已超過300家。
投資的產業在製造商方面有：雲端或工業用服务器、电子计算机、LED電視、汽車零配件、紡織成衣、电动机、家具、電扇、玩具等；在進出口商方面有：電腦與週邊設備、文具、鞋材、皮包材料、禮品、雜貨、手表、手工藝品、汽車零配件、玩具等。
臺灣上市上櫃公司與中小型重要臺商有：華碩、永豐餘、明基電通、纬创资通、晶睿通訊（貿易辦事處）、台達電子、環旭電子、廣華電子、信邦電子、台全電機、廣達電腦、仁寶電腦、技嘉科技、啟碁科技、緯穎科技、冠捷科技、光寶科技、研華科技、毅嘉科技、寶成工業、皇田工業、大同公司、東元電機、環隆電氣、六方精機、東台精機（貿易辦事處）、吉茂精密、南緯實業、佳和實業、南寶樹脂、年興紡織、加州紡織、華旭環能、貿聯集團、長榮海運、萬海航運、英業達集團、泰金寶電通、和碩聯合科技、鴻海科技集團、達達企業集團、乙盛精密工業等。墨西哥緊鄰美國市場，且工资相對美國便宜，因此廠商應客戶要求前往墨西哥設廠，大多位於美墨邊境，電腦或電子以代工生产為主，亦有自創品牌者。中國鋼鐵的子公司中貿國際於2013年在墨西哥設立代表辦事處，加強拓展在拉丁美洲市場。
根據中華民國經濟部投資審議司統計，截至2022年7月，墨西哥在臺灣的總投資金額約70萬美元，計有25件。

### 組織
目前成立的有：墨西哥市台灣工商會、墨西哥下加利福尼亞台灣工商聯誼會、墨西哥臺灣工商會等。由於墨西哥治安不佳，許多臺商皆不願公開。

### 會展
中華民國國際經濟合作協會（國經協會）與墨西哥外貿商務協會舉辦「台墨民間經濟聯席會議」。近年已不再舉辦。
中華民國全國工業總會與墨西哥全國工業總會於2020年2月、10月舉辦第1次、第2次論壇。
台灣區電機電子工業同業公會（電電公會）、台灣印刷電路板協會與墨西哥全國工業總會、墨西哥商業協調委員會於2022年8月、9月舉辦3次產業合作視訊會議。電電公會與墨西哥商業協調委員會於2023年舉辦6次產業合作視訊會議。

### 其他
2013年1月，駐墨西哥台灣貿易中心主任蔡明燿的妻子韓玉瑩，搭乘中華航空從美國洛杉磯返回臺灣時，遭桃園國際機場海關查獲並沒收12件價值百萬的愛馬仕精品，她雖堅稱是自用、送禮，但遭買家爆料經營高價精品代購已3年，堪稱年營業額上千萬的網拍大戶。人在墨西哥的蔡明燿亦稱妻子沒經營網拍，遭查扣的精品是「因墨西哥治安不好、用不到，乾脆帶回台」。記者提問該網拍已經營3年，他回說「那真的要去查查看，台灣詐騙好像很多！」。
2017年12月，中華民國行政院政務委員鄧振中參加在阿根廷布宜諾斯艾利斯舉辦的第11屆世界貿易組織（WTO）部長級會議時，會晤墨西哥經濟部長瓜哈爾多，洽談台灣擬加入「跨太平洋夥伴全面進步協定（CPTPP）」等議題。

## 交流

### 僑民
在墨西哥的台僑約1,500人，主要從商。

### 援助
1999年9月21日，台灣發生強烈地震，成立於1985年墨西哥大地震時、曾經前往20多個國家救災的「墨西哥地鼠隊」，受到宏碁電腦拉丁美洲分公司聘請，派出8位搜救人員來台與台灣救難人員合作，至地震災區集集鎮從瓦礫堆及縫隙中尋找可能的生還者，也至臺北縣新莊市「博士的家」大樓坍塌現場深入廢墟使挖掘工作明顯加快，他們也從谷關入山尋找深入中橫公路沿線上尋找是否還有生還者，墨西哥地鼠隊雖然沒有生命探測器等高科技儀器，也沒有導引犬等裝備，有的只是一些鎚子、繩索、鉤子等簡單工具，但由於墨西哥的地鼠隊來台救災時就像土撥鼠一樣，任勞任怨鑽進最危險的地方，加上經驗老到，救災期間工作態度最受肯定，國軍稱讚他們是支最務實的國外團隊。
2017年9月19日，墨西哥發生強烈強震，造成台灣人4死1失蹤。中華民國外交部代表政府捐款10萬美元，協助墨西哥災後重建。

### 科技
中華民國中央研究院（中研院）與墨西哥國立自治大學及美國哈佛大學共同合作「海王星外自動掩星普查第2期計畫」（TAOS II），該計畫由中研院在墨西哥的「聖白多祿天文臺」設立3座高階天文望遠鏡，搭配最先進的專業攝影機，以從事天文研究工作。

### 文化
2015年7月10日，駐墨西哥代表廖世傑於瓜納華托州首府瓜納華托市與市長古提瑞茲（Luis Fernando Gutiérrez）及聯邦眾議院副議長阿羅育·維埃拉（Francisco Arroyo Vieyra）共同舉行「臺灣廣場」命名及揭牌儀式。

## 協定
| 日期           | 簽署 | 備註            |
| -------------- | --- | --------------- |
| 1929年10月31日 | 《中墨關於墨國放棄在華領事裁判權換文》 |                 |
| 1944年8月1日   | 《中華民國墨西哥合眾國友好條約》 | 以下簡稱中墨    |
| 1964年9月25日  | 《中墨貿易協定》 |                 |
| 1969年6月20日  | 《中墨稻米技術合作協議換文》 《中墨農技合作協定換文》 |                 |
| 1970年11月3日  | 《中墨蔬菜技術合作協議換文》 |                 |
| 1983年10月26日 | 《台北經濟部投資業務處與墨西哥市國家對外貿易銀行間投資促進及合作協定》                                                                                                 |                 |
| 1987年4月      | 《中華民國對外貿易發展協會與墨西哥企業家國際事務協會合作協議書》 | [ 註 4 ]        |
| 1988年11月25日 | 《中華民國臺灣與墨西哥間郵政國際快捷郵件協定》 |                 |
| 2009年8月18日  | 《ADOC秘書處與索諾拉科技學院合作協議》 | [ 註 5 ]        |
| 2010年12月     | 《中華奧林匹克委員會與墨西哥奧運運動員協會合作協議》 | [ 6 ]           |
| 2012年         | 《中華民國對外貿易發展協會與墨西哥貿易投資局瞭解備忘錄》 《淡江大學與墨西哥州自治大學姊妹校合作新約》 《駐墨西哥臺北經濟文化辦事處與民聲大學臺灣書院聯絡點合作意向書》 | [ 註 6 ] [ 21 ] |
| 2013年         | 《國立臺灣大學與墨西哥國立自治大學學術交流協議》 | [ 17 ]          |

## 簽證

持中華民國護照的中華民國國民簽證要求分布圖：入境墨西哥需要簽證。

持墨西哥護照的墨西哥國民簽證要求分布圖：入境中華民國需要簽證。

兩國國民皆須申請簽證方可入境對方國家。持中華民國護照及「紙本」美國簽證（旅行授權電子系統不適用），或加拿大、日本、英國、申根區紙本簽證的中華民國國民，以觀光、過境為目的，可免簽證入境墨西哥。經墨西哥轉機，亦須申辦墨西哥簽證或持紙本美國簽證。
持墨西哥護照的墨西哥國民抵台參加由中央政府機關主辦、協辦或贊助之國際會議、運動賽事、商展或其他活動，可以電子簽證入境中華民國，停留最多30天並不得延期。

## 交通

### 航空

#### 客運
兩國無直航班機，可經由（不計航點遠近，截至2023年7月4日）：
- 台北→東京-成田、杜拜、伊斯坦堡、倫敦、巴黎、羅馬、米蘭、慕尼黑、法蘭克福、阿姆斯特丹、維也納（季節性飛墨西哥）、紐約、洛杉磯-國際、洛杉磯-安大略、芝加哥、休士頓、鳳凰城（季節性飛臺北）、舊金山、西雅圖、多倫多、溫哥華，再轉機前往墨西哥的國際機場（英语：List of airports in Mexico）。
- 台中→東京-成田[註 7]→墨西哥。
- 高雄→東京-成田→墨西哥。

### 駕車
持有中華民國國際駕駛執照可在墨西哥短期駕車；若持有墨西哥居留證，可申辦該國駕照。

## 外部連結
| - 中華民國外交部－墨西哥合眾國簡介 （页面存档备份，存于） - 駐墨西哥台北經濟文化辦事處（Facebook、Twitter） - 外交部領事事務局－國外旅遊警示分級表 - 中華民國衛生福利部－國際旅遊疫情建議等級 - 中華民國國際經濟合作協會 （页面存档备份，存于） - 墨西哥台灣貿易中心（Facebook） - 墨西哥臺灣同鄉會的Facebook專頁 | - 墨西哥商務簽證文件暨文化辦事處（Facebook） - 墨西哥商務辦事處 |